# Benjamin Linné
Sven Benjamin Linné, född 12 september 1830 i Lidhults församling, Kronobergs län, död 19 februari 1906 i Eldsberga församling, Hallands län, var en svensk kyrkoherde och riksdagsman.
Linné var kyrkoherde i Eldsberga församling, Göteborgs stift. Han var ledamot av andra kammaren mandatperioden 1873–1875, invald i Lane och Stångenäs härads valkrets.